# Нталіре
Нталі́ре (англ. Nthalire) — традиційна громада у складі дистрикту Читіпа Північного регіону Малаві.
Населення — 19340 осіб (2018).